# Bătălia de la Bosworth
Bătălia de la Bosworth a fost penultima bătălie din Războiul celor Două Roze, războiul civil dus între Casa Lancaster și Casa de York în Anglia în a doua jumătate a secolului al XV-lea. Ea a avut loc la 22 august 1485, și a fost câștigată de Casa Lancaster. Liderul acesteia, Henry Tudor, Earl de Richmond, a devenit în urma ei primul monarh englez din dinastia Tudor, căsătorindu-se cu o prințesă din Casa York. Inamicul său, Richard al III-lea, ultimul rege din Casa York, a murit în luptă. Istoricii consideră că bătălia de la Bosworth a reprezentat sfârșitul dinastiei Plantagenet, moment definitoriu al istoriei Angliei.
Domnia lui Richard începuse în 1483 când el a luat tronul nepotului său de frate, în vârstă de doisprezece ani, Edward al V-lea. Băiatul și fratele său mai mic au dispărut la scurt timp, iar susținerea pentru Richard a fost zdruncinată de zvonuri privind implicarea sa în moartea soției sale. Dincolo de Canalul Mânecii, Henry Tudor, descendent al Casei Lancaster, a profitat de dificultățile lui Richard și a revendicat tronul. Prima tentativă de invazie a Angliei a lui Henric din 1483 a fost oprită de vremea nefavorabilă, dar a doua a debarcat la 1 august 1485 pe coasta de sud-vest a Țării Galilor. Pătrunzând spre interiorul insulei, Henric a strâns din ce în ce mai multă susținere pe drumul său spre Londra. Richard a adunat oastea în grabă și l-a întâmpinat pe Henric în orașul Market Bosworth din Leicestershire. Lord Thomas Stanley și Sir William Stanley au venit și ei cu o armată pe câmpul de luptă, dar au stat deoparte nehotărâți care dintre părți ar fi fost mai avantajos să susțină.
Richard și-a împărțit armata, mai numeroasă decât a lui Henric, în trei grupuri. Unul a fost condus de ducele de Norfolk și altul de earlul de Northumberland. Henric și-a păstrat forțele împreună și le-a pus sub comanda experimentatului earlului de Oxford. Avangarda lui Richard, în frunte cu Norfolk, a atacat, dar a întâmpinat dificultăți în fața oamenilor lui Oxford și unii din soldații lui Norfolk au fugit. Northumberland nu a acționat când i s-a semnalizat să-l ajute pe rege, astfel că Richard a hotărât să riște totul pe o șarjă frontală cu scopul de a-l ucide pe Henric și de a pune capăt luptei. Văzând cavalerii regelui separându-se de armata sa, familia Stanley a intervenit; Sir William și-a pus oamenii de partea lui Henric, înconjurându-l și ucigându-l pe Richard. După bătălie, Henric a fost încoronat pe Crown Hill.
Henric a angajat cronicari care să-i descrie favorabil domnia; bătălia de la Bosworth a fost popularizată ca reprezentând începutul unei noi epoci a dinastiei Tudor. Între secolele al XV-lea și al XVIII-lea, bătălia a fost prezentată ca o victorie a binelui în fața răului, iar ca punct culminant al piesei de teatru a lui William Shakespeare despre ridicarea și căderea lui Richard, a devenit un punct de interes pentru critici în adaptările cinematografice ulterioare. Locul exact al bătăliei nu este cunoscut cu siguranță din cauza lipsei de date concludente, și în mai multe locuri s-au ridicat monumente. În 1974 s-a construit The Bosworth Battlefield Heritage Centre pe un loc ales pe baza unei teorii contestate de mai mulți istorici în anii ce au urmat. În octombrie 2009, o echipă de cercetători care efectuase studii geologice și săpături arheologice în zonă începând cu 2003, a sugerat că poziția reală ar fi undeva la 3 km sud-vest de Ambion Hill.

## Context
De-a lungul secolului al XV-lea, Anglia a fost răvășită de un război civil dus de Casele York și Lancaster pentru tronul englez. În 1471, yorkiștii și-au învins rivalii în bătăliile de la Barnet și Tewkesbury. Regele Henric al VI-lea și unicul său fiu, Edward de Lancaster, au murit în urma celei de a doua. Morțile lor au lăsat Casa Lancaster fără cineva care să revendice credibil tronul. Regele yorkist, Edward al IV-lea, deținea control total asupra Angliei. El i-a condamnat pe toți cei care au refuzat să i se supună, cum ar fi Jasper Tudor și nepotul său Henric, declarându-i trădători și confiscându-le pământurile. Tudorii au încercat să fugă în Franța dar vântul puternic i-a obligat să debarce în Bretania, pe atunci un ducat semi-independent, unde au fost prinși de Francis al II-lea, duce de Bretania. Mama lui Henric, Lady Margaret Beaufort, era o urmașă îndepărtată a lui John de Gaunt, unchiul regelui Richard al II-lea și tatăl regelui Henric al IV-lea. Familia Beaufort se trăgea dintr-un fiu nelegitim, dar Henric al IV-lea a legitimat familia cu condiția ca urmașii ei să nu fie eligibili pentru a moșteni tronul. Henry Tudor, ultimul nobil lancastrian care avea între strămoși o urmă de sânge regal, avea o vagă șansă de a revendica tronul, iar Edward îl considera „un nimeni”. Francis, însă, a văzut în Henry o unealtă valoroasă în negocierile pentru ajutorul englez și i-a păstrat pe Tudori sub protecția sa.
Edward al IV-lea a murit după 12 ani la 9 aprilie 1483. Fiul său de doisprezece ani i-a urmat la tron sub numele de Edward al V-lea; fiul cel mai mic, în vârstă de nouă ani, pe nume Richard de Shrewsbury, era următorul în linia de succesiune. Edward al V-lea era prea tânăr pentru a domni și s-a înființat un Consiliu Regal pentru a domni în numele său până la majorat. Curtea regală s-a îngrijorat când a aflat că familia Woodville, înrudită cu regina-mamă Elisabeta, plănuia să preia controlul consiliului. Întrucât jigniseră pe mulți în dorința lor de îmbogățire și de putere, familia Woodville nu avea mulți prieteni. Pentru a le dejuca planurile, Lord Hastings și alți membri ai consiliului au apelat la unchiul regelui—Richard, duce de Gloucester, fratele lui Edward al IV-lea.  Curtenii i-au cerut lui Gloucester să preia rolul de Protector, așa cum îi ceruse fratele răposat. La 29 aprilie, Gloucester, însoțit de un contingent de gărzi și de Henry Stafford, al doilea duce de Buckingham, l-au luat în custodie pe Edward al V-lea și au arestat mai mulți membri importanți ai familiei Woodville. După ce tânărul rege a fost adus la Londra, Gloucester a ordonat ca membrii familiei Woodville să fie executați, fără judecată, acuzându-i de trădare.
La 13 iunie, Gloucester l-a acuzat pe Hastings de colaborare cu familia Woodville și a ordonat să fie decapitat. După nouă zile, Gloucester a convins Parlamentul să declare căsătoria între Edward al IV-lea și Elisabeta ilegală, făcând ca copiii acestora să fie nelegitimi și scoțându-i din linia de succesiune la tron. După ce a scăpat astfel de nepoții săi, el a devenit următorul la succesiune și a fost proclamat rege sub numele de Richard al III-lea la 26 iunie. Momentul și natura extrajudiciară a faptelor prin care el a obținut tronul l-a făcut nepopular, și prin toată Anglia s-au răspândit zvonuri care-l vorbeau de rău. După ce au fost declarați bastarzi, cei doi prinți au fost închiși în Turnul Londrei și nu au mai fost văzuți în public. Cu excepția celor din nord, englezii credeau că Richard, „tiranul”, își omorâse nepoții.
În vara de după ce a preluat tronul, au început să se manifeste nemulțumiri față de acțiunile lui Richard, și au început planuri pentru detronarea sa. Rebelii erau în mare parte loiali lui Edward al IV-lea, și îl considerau pe Richard uzurpator. Planurile lor au fost coordonate de o lancastriană, mama lui Henric, Lady Margaret, care își promova fiul drept candidat la tron. Complotistul de cel mai înalt rang era Buckingham. Nu există cronici care să explice care au fost motivele pentru care el s-a alăturat complotului, deși istoricul Charles Ross sugerează că Buckingham ar fi încercat să se distanțeze de un rege care devenea din ce în ce mai nepopular în rândul poporului. Michael Jones și Malcolm Underwood sugerează că Margaret l-a mințit pe Buckingham, făcându-l să creadă că rebelii îl susțin pe el la tron.

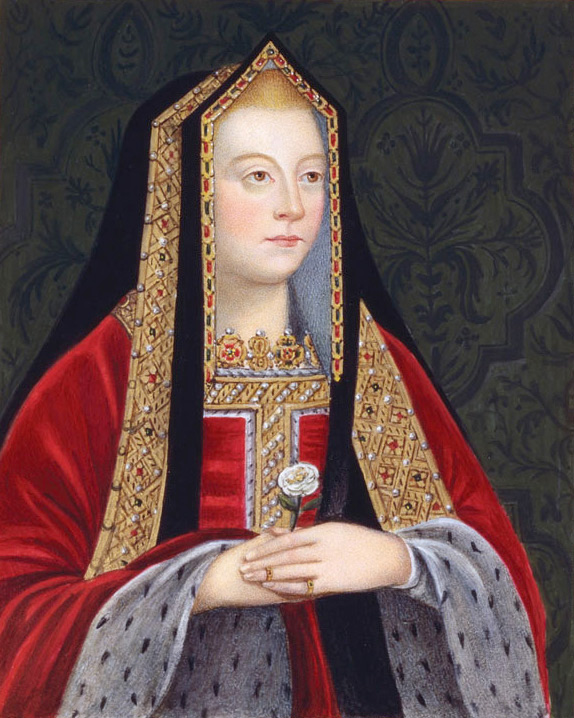
Elizabeth de York: zvonuri privind căsătoria ei au declanșat invazia lui Henric.

Planul a fost de a pune la cale răscoale la scurt timp distanță în sudul și vestul Angliei, copleșind forțele lui Richard. Buckingham urma să-i susțină pe rebelii care vor invada din Țara Galilor, iar Henric urma să vină pe mare. Vremea și proasta sincronizare au dejucat planurile. O răscoală din Kent a izbucnit cu 10 zile mai devreme decât trebuia, Richard având astfel timp să strângă armata regală și să ia măsuri de înăbușire a răscoalelor. Spionii lui Richard l-au informat despre activitatea lui Buckingham, iar oamenii regelui au capturat și au distrus podurile de peste râul Severn.  Când Buckingham și armata sa au ajuns pe malurile râului, l-au găsit crescut și imposibil de trecut din cauza unei furtuni violente izbucnite la 15 octombrie. Buckingham era încercuit și nu avea unde să se retragă; dușmanii lui galezi i-au ocupat castelul după ce a plecat cu armata. Ducele și-a abandonat planurile și a fugit la Wem, unde a fost trădat de servitorul lui și arestat de oamenii lui Richard. La 2 noiembrie, a fost executat.  Henric încercase să debarce la 10 octombrie (sau 19 octombrie), dar flota sa a fost împrăștiată de o furtună. A ajuns la coastele Angliei (fie la Plymouth, fie la Poole), și un grup de soldați l-au chemat să vină la țărm. Aceștia de fapt erau oamenii lui Richard, pregătiți să-l ia prizonier pe Henric imediat ce va pune piciorul pe pământ englez. Henric nu s-a lăsat păcălit și s-a întors în Bretania, renunțând la invazie. Fără Buckingham și fără Henric, revolta a fost ușor înăbușită de Richard.
Supraviețuitorii revoltei eșuate au fugit și ei în Bretania, unde au susținut deschis pretențiile lui Henric la tron. De Crăciun, Henry Tudor a jurat să se căsătorească cu fiica lui Edward al IV-lea, Elizabeth de York, pentru a uni cele două case nobiliare aflate în conflict, York și Lancaster. Popularitatea crescândă a lui Henric a făcut din el o mare amenințare la adresa lui Richard, iar regele yorkist a adresat mai multe cereri ducelui de Bretania pentru a i-l preda pe tânărul lancasterian. Francis a refuzat, sperând că Richard îi poate oferi condiții mai bune. La mijlocul lui 1484, Francis s-a îmbolnăvit și, în timp ce era convalescent, trezorierul său, Peter Landois, a preluat guvernarea ducatului. Landois a ajuns la un acord cu Richard pentru a i-l trimite pe Henric și pe unchiul acestuia în schimbul unui ajutor financiar și militar. John Morton, episcop de Flandra, a aflat de aceste planuri și i-a avertizat pe Tudori, care s-au refugiat în Franța. Curtea franceză le-a permis să rămână; Tudorii erau pioni utili pentru monarhii francezi în dorința lor de a se asigura că Anglia lui Richard nu avea să se amestece în planurile franceze de a anexa Bretania. La 16 martie 1485, regina lui Richard, Anne Neville, a murit, și în toată țara s-au răspândit zvonuri că ar fi fost ucisă pentru ca Richard să se poată căsători cu nepoata lui, Elizabeth. Bârfele au făcut ca Richard să-și piardă și unii din susținătorii din nord, și l-au întristat pe exilatul Henric. Pierderea mâinii lui Elizabeth putea să ducă la destrămarea alianței dintre susținătorii lancastrieni ai lui Henric și yorkiștii loiali lui Edward al IV-lea. Dornic să-și asigure căsătoria, Henric a strâns aproximativ 2.000 de oameni și a ridicat ancora din Franța la 1 august.

## Comandanți

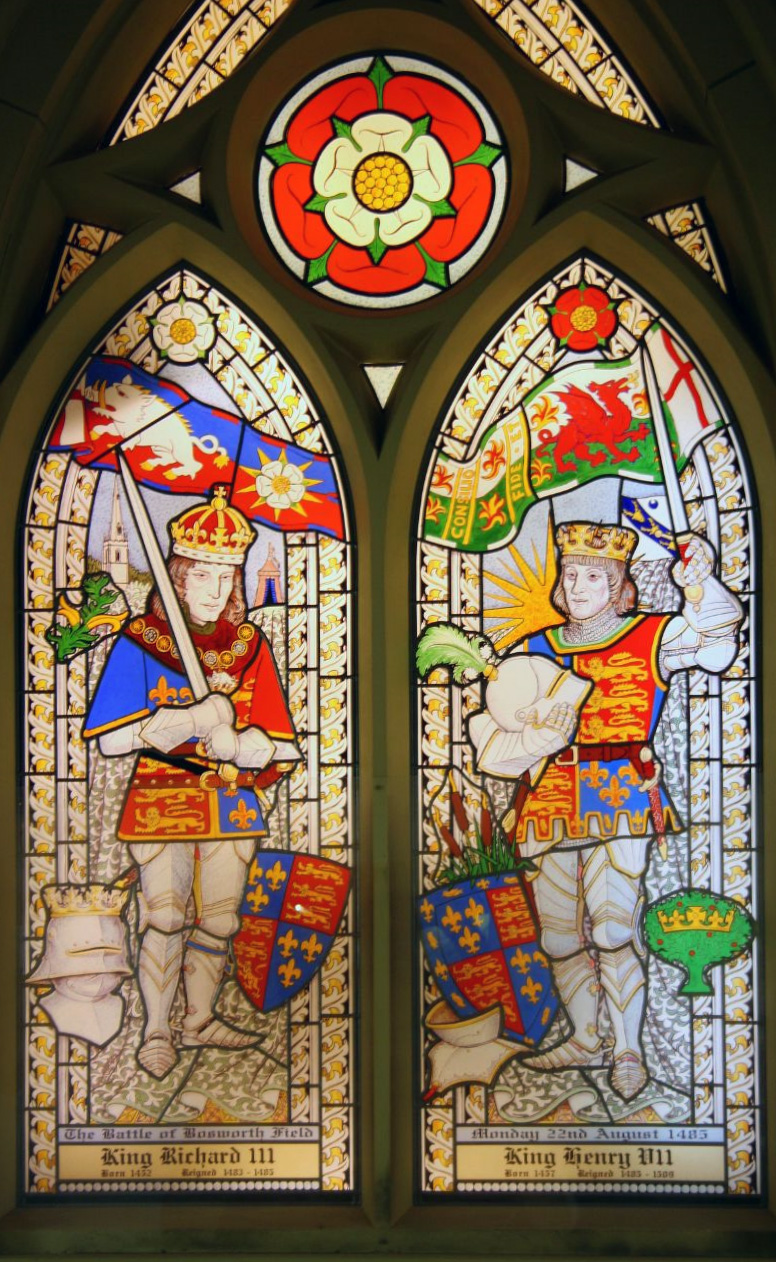
Vitraliu al bisericii St. James Church, Sutton Cheney, ce comemorează bătălia de la Bosworth și liderii combatanților, Richard al III-lea (stânga) și Henric al VII-lea (dreapta).

Până în secolul al XV-lea, ideile cavalerești engleze privind sacrificiul de sine pentru rege fuseseră deja denaturate. Oștile se strângeau doar la nivel de moșie individuală; toți bărbații în stare să poarte arme trebuia să răspundă apelului stăpânului lor, și fiecare nobil avea autoritate exclusivă asupra miliției sale. Deși regele putea și el să strângă o asemenea oaste de pe pământurile sale, el nu putea strânge o oaste suficient de mare decât cu ajutorul nobililor. Richard, ca și predecesorii săi, trebuia să-i câștige pe aceștia de partea sa făcându-le daruri și păstrând cu ei relații strânse. Nobilii puternici puteau cere favoruri mai mari pentru a rămâne de partea monarhului, altfel se puteau întoarce împotriva lui. La Bosworth s-au adunat trei grupări, fiecare cu țelurile sale: Richard al III-lea și armata sa yorkistă; inamicul lui, Henry Tudor, în fruntea taberei lancastriene; și familia Stanley, nehotărâtă.

### Yorkiștii
Scund și slab, Richard al III-lea nu beneficia de fizicul robust al multora dintre strămoșii lui Plantageneți. El însă practica sporturi dure și activități considerate bărbătești. Prestația de pe câmpul de luptă îl impresionase profund pe fratele lui, și astfel ajunsese mâna dreaptă a lui Edward. În anii 1480, Richard a apărat frontierele nordice ale Angliei. În 1482, Edward l-a însărcinat să conducă o armată în Scoția pentru a-l înlocui pe regele Iacob al III-lea cu ducele de Albany. Armata lui Richard a învins apărarea scoțiană și a ocupat capitala, Edinburgh, dar Albany a hotărât să renunțe la tron, în schimbul postului de Locotenent General al Scoției. În urma acestei campanii, însă, Richard a obținut o garanție că guvernul scoțian va ceda teritorii și beneficii diplomatice în favoarea coroanei Angliei, și a recâștigat orașul Berwick-upon-Tweed, pe care scoțienii îl cuceriseră în 1460. Edward nu a fost mulțumit de aceste câștiguri, care, așa cum spune Ross, ar fi fost mai substanțiale dacă Richard ar fi fost suficient de hotărât pentru a profita de situație atunci când controla orașul Edinburgh. Christine Carpenter a analizat caracterul lui Richard, considerându-l un soldat mai degrabă obișnuit să primească ordine decât să le dea. El însă nu se dădea înapoi de la a-și etala ambițiile militariste; la urcarea pe tron și-a făcut cunoscută dorința de a conduce o cruciadă împotriva „nu doar a turcilor, ci și a tuturor dușmanilor”.
Cel mai loial supus al lui Richard era John Howard, primul duce de Norfolk. Ducele i-a slujit mulți ani fratelui lui Richard și era unul dintre cei mai apropiați confidenți ai lui Edward al IV-lea. Era un militar veteran, care luptase în bătălia de la Towton din 1461 și a fost secundul lui Hastings la Calais în 1471. Ross speculează că acesta i-ar fi purtat ranchiună lui Edward pentru că l-ar fi privat de o avere considerabilă. Norfolk urma să moștenească o parte din bogata moșie Mowbray după moartea la doar opt ani a Annei de Mowbray, ultima din familia ei. Edward a convins însă Parlamentul să ocolească legea moștenirilor și să-i transfere moșia celui mai mic fiu al său, care era căsătorit cu Anne. Ca urmare, Howard l-a susținut pe Richard al III-lea când i-a înlăturat pe fiii lui Edward, ajutor pentru care a primit ducatul de Norfolk și partea râvnită de el din moșia Mowbray.
Henry Percy, al patrulea earl de Northumberland, a susținut și el întronarea lui Richard. Familia Percy era formată din lancastrieni loiali, dar Edward al IV-lea a câștigat în cele din urmă loialitatea earlului. Northumberland fusese capturat și închis de yorkiști în 1461, pierzându-și titlurile și proprietățile; Edward însă l-a eliberat după opt ani și l-a făcut din nou earl. De atunci încolo, Northumberland a servit coroana yorkistă, ajutând la apărarea Angliei de nord și la păstrarea ordinii acolo. La început, earlul a fost deranjat de Richard al III-lea pe vremea când Edward îl promova ca fiind principala forță a nordului. Northumberland s-a lăsat îmbunat când i s-a promis că va fi numit străjer al Mărcii de Răsărit, titlu ereditar ce aparținuse în trecut familiei Percy. El i-a slujit lui Richard în invazia Scoției din 1482, și faptul că a fost pus într-o poziție în care domina nordul Angliei atunci când Richard a plecat în sud să preia coroana i-a servit drept motivație pentru a-l susține pe Richard pe tron. După ce a devenit rege însă, Richard a început să-l formeze pe nepotul său, John de la Pole, primul earl de Lincoln, pentru a conduce nordul, trecându-l pe Northumberland cu vederea. Conform lui Carpenter, deși earlului i-au fost compensate generos ambițiile, el a pierdut orice posibilitate de promovare sub Richard.

### Lancastrienii
Henry Tudor nu era un cunoscător al artei războiului și era străin de țara pe care voia să o cucerească. El își petrecuse primii paisprezece ani din viață în Țara Galilor și următorii paisprezece în Bretania și Franța.  Subțire, dar puternic și hotărât, lui Henry îi lipsea înclinația pentru luptă și nu era un mare războinic; cronicari ca Polydore Vergil și ambasadori ca Pedro de Ayala îl vedeau mai degrabă interesat de comerț și finanțe. Neîncercat în vreo bătălie, Henry a recrutat mai mulți veterani cu experiență pe care să se bazeze pentru sfaturi militare și pentru a-i comanda armatele.
John de Vere, al XIII-lea earl de Oxford, a fost principalul comandant militar al lui Henric. Era priceput în război. La bătălia de la Barnet, el a comandat flancul drept lancastrian și a izgonit divizia ce i se opunea. Ca urmare a confuziei, grupul lui Oxford a fost însă atacat de forța principală lancastriană și s-a retras de pe câmpul de bătălie. Earlul a fugit în străinătate și și-a continuat lupta împotriva yorkiștilor, capturând în cele din urmă cetatea insulară St Michael's Mount în 1473. El s-a predat pentru că nu a primit ajutor și întăriri, dar în 1484 a evadat din închisoare și i s-a alăturat curții lui Henric în Franța, aducându-l cu el pe fostul său temnicer Sir James Blount.  Prezența lui Oxford a ridicat moralul taberei lui Henric și l-a îngrijorat pe Richard al III-lea.

### Familia Stanley
În primele etape ale Războiului celor Două Roze, familia Stanleys din Cheshire era predominant adepta lancastrienilor. Sir William Stanley era însă un susținător convins al yorkiștilor, luptând în bătălia de la Blore Heath din 1459 și ajutându-l pe Hastings să înăbușe revolte împotriva lui Edward al IV-lea în 1471.  Când Richard a fost încoronat, Sir William nu a dat semne că ar vrea să se întoarcă împotriva noului rege, abținându-se să se alăture revoltei lui Buckingham, faptă pentru care a fost răsplătit generos. Fratele mai mare al lui Sir William, Thomas Stanley, al doilea baron Stanley, nu-i împărtășea vederile. În 1485, el deja slujise la trei regi, Henric al VI-lea, Edward al IV-lea și Richard al III-lea. Priceputele mașinațiuni politice ale Lordului Stanley—fluctuând între taberele opuse până când era clar care avea să iasă învingătoare—i-au adus funcții înalte; a fost șambelanul lui Henric și intendentul lui Edward. Atitudinea sa lipsită de fermitate, până în momentul crucial al unei bătălii, i-a câștigat loialitatea ostașilor lui, care știau că el nu-i va trimite la moarte.
Deși Lord Stanley fusese intendentul lui Edward al IV-lea, relațiile lui cu fratele regelui, viitorul Richard al III-lea, nu erau cordiale. Cei doi fuseseră în conflict care izbucnise violent prin martie 1470. Mai mult, după ce s-a căsătorit cu Lady Margaret în iunie 1472, Stanley a devenit tatăl vitreg al lui Henry Tudor, relație care nu i-a câștigat niciun favor al lui Richard. În pofida acestor diferende, Stanley nu s-a alăturat revoltei lui Buckingham din 1483. Când Richard i-a executat pe conspiratorii care nu reușiseră să fugă din Anglia, el a cruțat-o pe Lady Margaret. El i-a retras însă titlurile și a trecut moșiile ei pe numele lui Stanley, pentru a fi ținute gaj de coroana yorkistă. Milostenia lui Richard a fost una calculată pentru a se reconcilia cu Stanley, dar pare a fi fost degeaba—Carpenter a identificat o altă cauză de ceartă în intenția lui Richard de a redeschide o veche dispută funciară în care era implicat Thomas Stanley cu familia Harrington.  Edward al IV-lea decisese disputa în favoarea lui Stanley în 1473, dar Richard dorea să răstoarne decizia fratelui său și să dea bogata moșie familiei Harrington. Richard se temea de Stanley, și i-a luat fiul, pe Lord Strange, ostatic pentru a-l descuraja de la a i se alătura lui Henric.

## Preludiul

Începutul bătăliei (scenariu bazat pe diverse interpretări istorice): elemente din armata lui Richard au atacat de pe Ambion Hill forțele lui Henric din câmpie. Armata familiei Stanley stătea la sud, observând situația.

Traversarea de către Henric a Canalului Mânecii în 1485 a fost fără incidente. El a plecat din Harfleur la 1 august și, cu vânt bun, a debarcat în Mill Bay în nordul orașului Milford Haven la 7 august, capturând cu ușurință castelul Dale din apropiere. Deși salutat de barzii galezi contemporani ca fiind prințul băștinaș venit să readucă gloria țării lor, venirea lui Henric a fost primită pasiv de populația locală. La mal nu l-a așteptat nicio manifestație de entuziasm, și foarte puțini galezi s-au alăturat armatei lui pe drumul spre centrul insulei. Istoricul Geoffrey Elton sugerează că doar susținătorii înfocați ai lui Henric se simțeau mândri de originea sa galeză. Când Henry a ajuns la Haverfordwest, centrul Pembrokeshire-ului, lucrurile s-au schimbat. Locotenentul lui Richard din Țara Galilor de Sud, sir Walter Herbert, nu a acționat împotriva lui Henric și doi ofițeri ai săi, Richard Griffith și Evan Morgan, au dezertat, trecând de partea lui Henric cu oamenii lor. Lui Henric i s-a alăturat și o altă personalitate locală, Rhys Fawr ap Maredudd.
Cea mai importantă venire în tabăra lui Henric la începutul acestei campanii a fost probabil Rhys ap Thomas, liderul local din Țara Galilor de Vest. Richard îl numise pe Rhys locotenent în Țara Galilor de Vest pentru refuzul său de a se alătura revoltei lui Buckingham, cerându-i să i-l dea gaj pe fiul său Gruffydd ap Rhys ap Thomas, deși după unele relatări Rhys ar fi evitat să îndeplinească această condiție. Henric însă l-a curtat pe Rhys, oferindu-i postul de locotenent pe toată Țara Galilor în schimbul loialității lui. Henric a înaintat prin Aberystwyth în vreme ce Rhys a mers mai pe la sud, recrutând 500 de galezi pe drum, ridicând numărul ostașilor lui Henric la întâlnirea lor la Welshpool. Până la 15 sau 16 august, Henric și oamenii săi trecuseră în Anglia propriu-zisă, îndreptându-se spre orașul Shrewsbury.
De la 22 iunie 1485, Richard știa de iminenta invazie a lui Henric, și poruncise lorzilor lui să fie pregătiți. Vestea despre debarcarea lui Henric a ajuns la Richard la 11 august, dar a durat 3 4 zile pentru ca mesagerii să-i anunțe pe toți lorzii de mobilizarea ordonată de rege. La 16 august, armata yorkistă a început să se adune; Norfolk a plecat spre Leicester, punctul de adunare, chiar în acea noapte. Orașul York, fieful tradițional al familiei lui Richard, a cerut instrucțiuni regelui și, după ce a primit răspunsul după trei zile, a trimis 80 de oameni regelui. Simultan, Northumberland, al cărui teritoriu nordic era cel mai îndepărtat de Capitală, și-a adunat oamenii și i-a trimis la Leicester.
Deși Londra era ținta sa, Henric nu s-a deplasat direct către oraș. După ce s-a odihnit la Shrewsbury, forțele sale s-au deplasat către est și l-au luat și pe Gilbert Talbot cu alți aliați englezi, inclusiv dezertori ai forțelor lui Richard. Deși dimensiunile sale crescuseră substanțial după debarcare, armata lui Henric nu era încă suficient de mare pentru a se compara cu numărul oștenilor pe care îi putea strânge Richard. Viteza de înaintare a lui Henry prin Staffordshire era redusă, amânând confruntarea cu Richard pentru a strânge cât mai mulți recruți. Henric comunicase amical cu familia Stanley de ceva vreme înainte de a intra în Anglia, iar familia Stanley își mobilizase forțele auzind de debarcarea lui Henry. Au acționat în fața marșului lui Henric prin zona rurală engleză, întâlnindu-se de două ori în secret cu acesta în Staffordshire. La a doua astfel de întâlnire, ce a avut loc la Atherstone în Warwickshire, s-au sfătuit „în ce meșteșug să lupte cu regele Richard, care auziseră că nu este departe”. La 21 august, familia Stanley campase pe panta unui deal de la nord de Dadlington, în timp ce Henry își pusese tabăra la White Moors la nord-vest de tabăra lor.
La 20 august, Richard a ajuns la Leicester, împreună cu Norfolk. Northumberland a sosit a doua zi. Armata regală a pornit spre vest pentru a intercepta marșul lui Henric spre Londra. Trecând de Sutton Cheney, Richard și-a deplasat oastea spre Ambion Hill—deal pe care îl considera de valoare strategică—și a pus tabăra pe el. Richard nu a dormit liniștit și, conform Cronicii Croyland, dimineața chipul său era „mai palid și mai cadaveric decât de obicei”.

## Lupta

Sfârșitul bătăliei (scenariu bazat pe interpretări istorice): Richard a condus un grup restrâns de oameni în jurul câmpului de luptă și l-a atacat pe Henric, care se deplasa către Stanley. William Stanley a venit să-l salveze pe Henric.

Armata yorkistă, numărând circa 10.000 de oameni, s-a desfășurat pe deal de-a lungul crestei acestuia de la vest la est. Grupul lui Norfolk de sulițași a rămas pe flancul drept, protejând tunurile și pe cei aproximativ 1.200 de arcași. Grupul lui Richard format din 3.000 de pedestrași, s-a așezat în centru. Oamenii lui Northumberland au păzit flancul stâng; el avea aproximativ 4.000 de oameni, dintre care mulți călare. De pe creasta dealului, Richard avea o imagine panoramică a zonei. El îl vedea pe Stanley cu cei 6.000 de oameni pe poziție pe dealul Dadlington, iar la sud-vest vedea armata lui Henric.
Henric avea foarte puțini englezi—mai puțini de o mie—în armata sa. Între 300 și 500 dintre ei erau exilați care plecaseră din țară în timpul domniei lui Richard, iar restul erau oamenii lui Talbot și câțiva dezertori recenți din armata lui Richard. Istoricul John Mackie consideră că 1.800 de mercenari francezi, în frunte cu Philibert de Chandée, formau nucleul armatei lui Henric. John Mair scria, la treizeci și cinci de ani după bătălie, că această forță conținea o componentă scoțiană semnificativă, iar unii cercetători moderni acceptă această afirmație, dar Mackie susține că francezii nu și-ar fi trimis cavalerii și arcașii scoțieni de elită, concluzionând că erau probabil puțini soldați scoțieni în armată, deși acceptă ideea prezenței unor căpitani ca Bernard Stewart, Lord de Aubigny. În total, armata lui Henric avea circa 5.000 de soldați, dintre care o parte substanțială o formau recruții din Țara Galilor. Forța galeză a lui Rhys ap Thomas a fost descrisă ca fiind destul de mare pentru a „anihila” restul forței lui Henric.
Interpretând vagile menționări ale bătăliei în izvoarele vremii, istoricii au dedus că locul bătăliei ar putea fi poalele dealului Ambion, și au gândit posibile scenarii ale luptei. În reconstituirile bătăliei, Henric a început deplasându-și armata către dealul Ambion unde stăteau Richard și oamenii săi. În vreme ce armata lui Henric înainta peste mlaștinile de la sud-vest de deal, Richard i-a trimis lui Stanley un mesaj  în care îl amenința că îl va executa pe fiul lui, Strange, dacă nu i se alătură imediat în atacul asupra lui Henric. Stanley i-a răspuns că mai are și alți fii. Înfuriat, Richard a ordonat ca Strange să fie decapitat, dar ofițerii săi l-au calmat, spunându-i că bătălia este iminentă, și că va fi mai convenabil ca execuția să aibă loc după aceea. Henric i-a trimis și el soli lui Stanley cerându-i să declare de partea cui este. Răspunsul a fost evaziv—familia Stanleys a spus că vor veni „bineînțeles”, după ce Henric va da ordine armatei și o va aranja pentru bătălie. Henric nu a avut de ales decât să se confrunte singur cu forțele lui Richard.
Conștient de propria lipsă de experiență militară, Henric a predat comanda armatei sale lui Oxford și s-a retras în spate cu gărzile sale de corp. Oxford, văzând vasta linie a armatei lui Richard întinsă de-a lungul crestei, s-a hotărât să-și păstreze oamenii grupați în loc să-i împartă în trei grupuri, cum era obiceiul: avangarda, centrul și ariergarda. A ordonat oștenilor să nu se îndepărteze la mai mult de 3 m de steaguri, temându-se că ar putea fi învăluiți. Grupurile individuale s-au strâns aproape, formând o singură masă mare flancată de cavaleri.

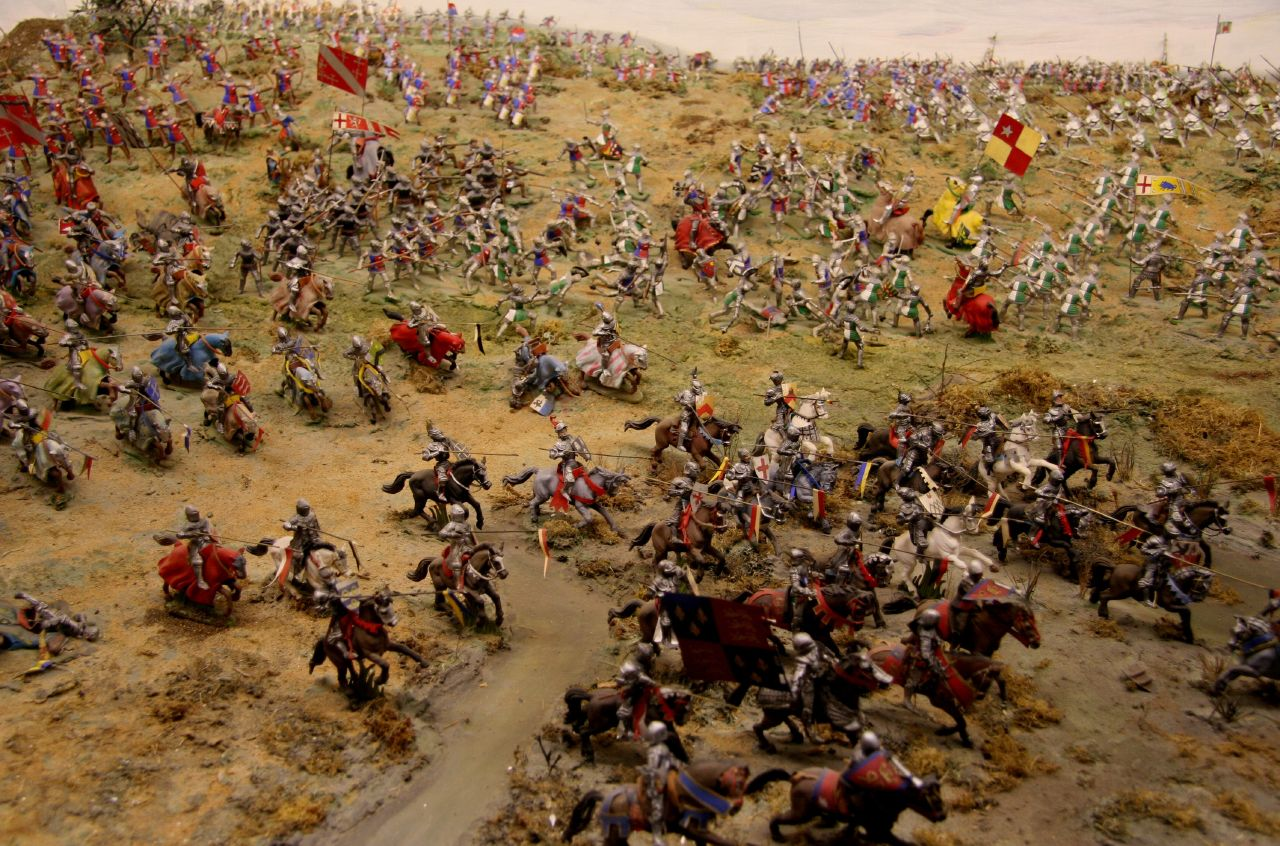
Ciocnirea dintre armatele lui Richard și a lui Henric — expoziție la Bosworth Battlefield Heritage Centre

Lancastrienii au fost hărțuiți cu tunurile în timp ce se deplasau prin mlaștini, căutând un pământ tare. Odată ce Oxford și oamenii săi au ieșit din mlaștini, grupul lui Norfolk împreună cu mai multe contingente din cel al lui Richard au început să înainteze. Salve de săgeți au pornit din ambele tabere. Oamenii lui Oxford s-au dovedit mai tari în lupta corp la corp ce a urmat; au rămas pe poziții, iar câțiva oameni ai lui Norfolk, recruți din Anglia de Sud, au fugit. Recunoscând că armata sa este în dezavantaj, Richard i-a semnalizat lui Northumberland să-l ajute, dar grupul lui Northumberland nu a dat semne de mișcare. Unii istorici, cum ar fi Horrox și Pugh, cred că Northumberland a ales să nu-l ajute pe rege din motive personale. Ross se îndoiește că Northumberland s-ar fi clintit din loialitatea lui, sugerând că creasta îngustă a dealului Ambion l-ar fi împiedicat să se alăture bătăliei. Earlul ar fi trebuit fie să treacă prin aliații săi, fie să execute o mișcare largă de flancare—aproape imposibil dat fiind standardul de pregătire militară al vremii—pentru a intra în luptă cu oamenii lui Oxford.
În acest punct, Henric a plecat către familia Stanley. Văzându-l, Richard s-a hotărât să pună rapid capăt luptei ucigându-l pe comandantul inamic. El a condus o șarjă cu 800 de călăreți care au ocolit încleștarea și a pătruns înspre grupul lui Henric. Richard l-a ucis pe portdrapelul lui Henric, Sir William Brandon în șarja inițială și l-a dat jos de pe cal pe puternicul John Cheyne, fostul portdrapel al lui Edward al IV-lea, cu o lovitură în cap dată cu lancea ruptă. Străjerii lui Henric și-au înconjurat stăpânul și au reușit să-l protejeze de regele yorkist. Văzându-l pe Richard în luptă cu oamenii lui Henric și separat de armata sa, William Stanley a intrat în acțiune și și-a condus oamenii de partea lui Henric. Depășit numeric, grupul lui Richard a fost înconjurat și împins înapoi spre mlaștini. Portdrapelul lui Richard—Sir Percival Thirwell—și-a pierdut picioarele dar a ținut drapelul yorkist înălțat până când a fost ucis. Calul regelui s-a împotmolit în pământul moale și el a fost obligat să continue să lupte pe jos. Oamenii lui i-au oferit caii lor pentru a scăpa, dar Richard a refuzat. Toți cronicarii sunt de acord că Richard a luptat vitejește până la sfârșit; copleșit de masele de sulițași galezi din jurul său, ultimul rege yorkist a murit în luptă.  La răspândirea veștii despre moartea lui Richard, forțele acestuia s-au dezintegrat. Northumberland și oamenii săi au fugit spre nord, iar Norfolk a fost omorât.

## Urmări

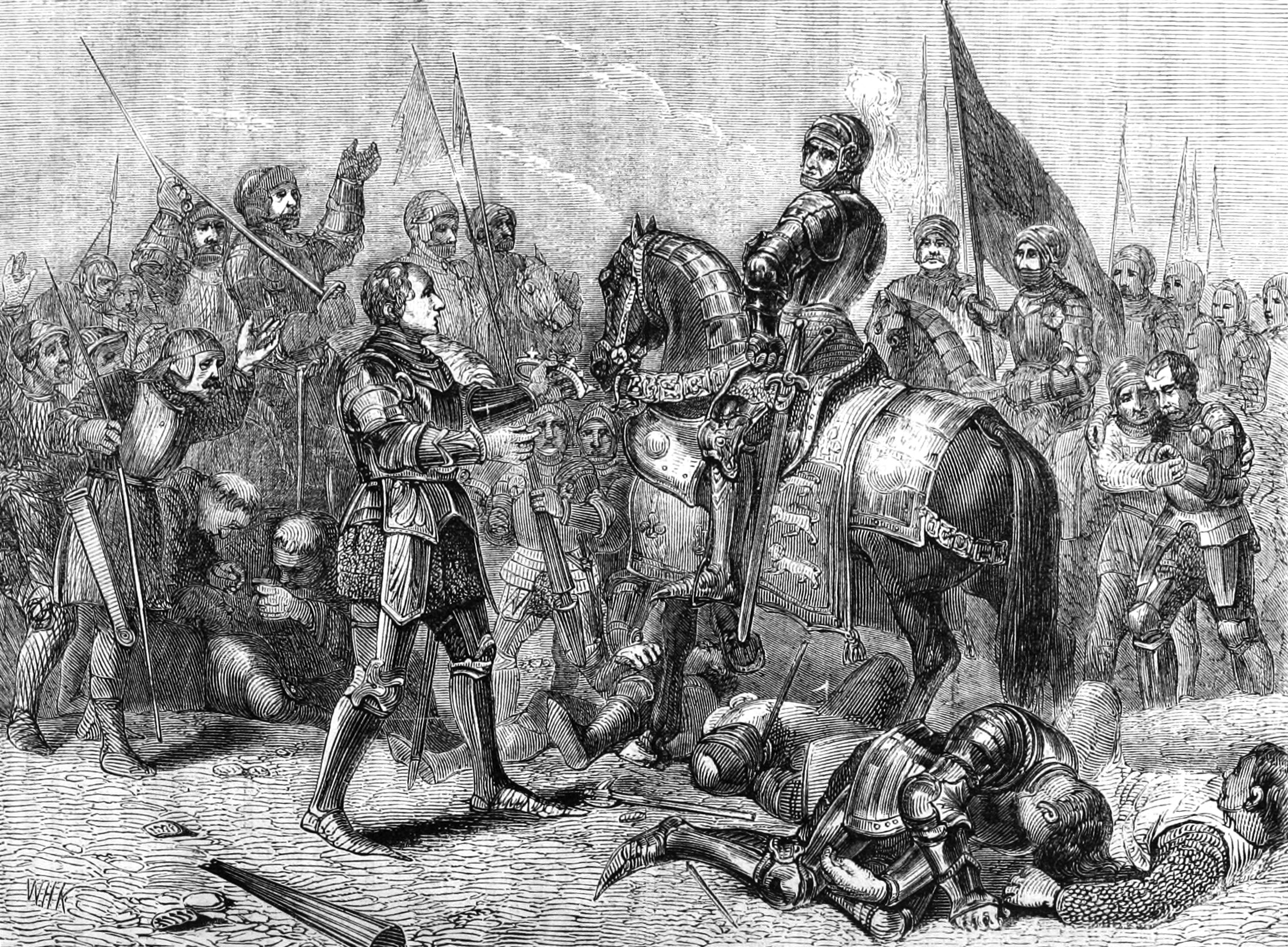
După ce a găsit coroana mică a lui Richard după bătălie, Lord Stanley i-a dat-o lui Henric.

După bătălie, coroana mică a lui Richard a fost găsită și adusă lui Henric, care a fost încoronat pe Crown Hill, lângă satul Stoke Golding. Conform relatării lui Vergil, istoricul oficial al lui Henric, Lord Stanley ar fi găsit coroana mică. Istoricul Stanley Chrimes și profesorul Sydney Anglo contrazic legenda găsirii coroanei într-o tufă de păducel; niciun izvor contemporan nu a relatat un astfel de eveniment. Ross nu ignoră însă legenda. El a opinat că tufa de păducel nu ar face parte din stema lui Henric dacă n-ar avea o legătură strânsă cu urcarea sa pe tron. În cronica lui Vergil, 100 de oameni ai lui Henric, față de 1.000 de oameni ai lui Richard, au murit în bătălie—un raport pe care Chrimes îl consideră exagerat. Trupurile celor căzuți au fost aduse la biserica St. James din Dadlington pentru înmormântare. Henric a refuzat să permită înmormântarea lui Richard; în schimb, trupul ultimului rege yorkist a fost dezbrăcat și legat de un cal, apoi a fost dus astfel la Leicester și expus într-o biserică pentru a demonstra moartea sa. După două zile, a fost înhumat într-un mormânt simplu nemarcat.
Henric i-a lăsat la vatră pe mercenarii din armata sa, păstrând doar un mic nucleu de soldați localnici care au format "Yeomen of the Guard", cu care a pus bazele domniei lui în Anglia. El a convins Parlamentul să abroge legea de succesiune și să declare încoronarea lui Richard ilegală, deși domnia regelui yorkist a rămas oficial în analele istoriei Angliei. Proclamarea copiilor lui Edward al IV-lea ca nelegitimi a fost și ea anulată, redându-i lui Elizabeth statutul de prințesă regală. Căsătoria lui Elizabeth, moștenitoarea Casei de York, cu Henric, stăpânul Casei de Lancaster, a pus capăt luptei dintre cele două case și a pus bazele dinastiei Tudorilor. Nunta regală a fost amânată însă până când Henric a fost încoronat și și-a consolidat succesiunea la tron suficient de mult încât să-i poată înlătura din calea sa spre tron pe Elizabeth și pe neamul ei. Henric a convins parlamentul să-i înregistreze retroactiv domnia începând cu ziua dinaintea bătăliei, pentru a putea să-i declare trădători pe cei care au luptat împotriva sa la Bosworth. Northumberland, care a rămas inactiv în timpul bătăliei, a fost închis dar apoi eliberat și pus să guverneze nordul în locul lui Henric. Epurarea celor ce luptaseră pentru Richard a ocupat primii doi ani de domnie ai lui Henric, deși ulterior s-a dovedit pregătit să-i accepte pe cei ce i s-au supus indiferent de partea pe care o luaseră în conflict.
Dintre susținătorii săi, Henric i-a răsplătit cel mai generos pe cei din familia Stanley. Pe lângă faptul că l-a făcut pe William șambelanul său personal, Lord Stanley a fost numit earl de Derby și a primit funcții, titluri și moșii. Henric l-a răsplătit pe Oxford dându-i înapoi pământurile și titlurile confiscate de yorkiști și și l-a numit Constable of the Tower și amiral al Angliei, Irlandei și Aquitaniei. Pentru familia sa, Henric l-a făcut pe Jasper Tudor duce de Bedford. Mamei sale i-a dat înapoi pământurile și titlurile pe care i le luase Richard, și a instalat-o ca Regină-Mamă în palat, având grijă de ea tot restul domniei lui. Declararea lui Margaret de către parlament ca femme sole i-a conferit putere; nu a mai trebuit să-și gestioneze moșiile prin familia Stanley. Elton a arătat că în pofida generozității sale de la început, susținătorii lui Henric de la Bosworth s-au bucurat de favorurile sale deosebite doar scurtă vreme; în anii care au urmat, el i-a promovat pe cei care i-au servit interesele cel mai bine.
Ca și regii dinaintea sa, Henric a avut de-a face cu nemulțumiri. Prima revoltă deschisă a avut loc la doi ani după bătălia de la Bosworth; Lambert Simnel susținea că este Edward Plantagenet, al 17-lea Conte de Warwick, care era nepotul lui Edward al IV-lea. Contele de Lincoln l-a susținut și a condus forțele rebele în numele Casei de York. Armata rebelă a respins câteva atacuri ale forțelor lui Northumberland, înainte de a lupta direct cu armata lui Henric în bătălia de la Stoke Field la 16 iunie 1487. Oxford și Bedford au fost în fruntea oștii lui Henric, care număra și foști susținători ai lui Richard al III-lea. Henric a câștigat  cu ușurință lupta, dar au urmat și alte nemulțumiri și conspirații. În 1489 a început o revoltă după uciderea lui Northumberland; istoricul militar Michael C. C. Adams afirmă că autorul unui bilet lăsat lângă cadavrul lui Northumberland l-a acuzat pe earl de moartea lui Richard.

## Tradiția
Relatările contemporane ale bătăliei de la Bosworth provin din patru izvoare principale, dintre care unul este cronica engleză Croyland, scrisă de un cronicar yorkist care s-a bazat pe informații luate de la nobili și soldați. Celelalte relatări au fost scrise de străini—Vergil, Jean Molinet și Diego de Valera. Molinet înclina spre partea lui Richard, în vreme ce Vergil a fost în slujba lui Henric și a obținut informațiile de la rege și de la supușii săi, prezentându-l într-o lumină favorabilă. Diego de Valera, ale cărui informații sunt considerate nedemne de încredere de către Ross, și-a compilat lucrarea din scrisori ale negustorilor spanioli.  Alți istorici au utilizat și lucrarea lui Valera pentru a deduce unele date potențial valoroase care nu reies imediat din celelalte surse. Ross consideră că poezia The Ballad of Bosworth Field este un izvor util de detalii ale bătăliei. Multitudinea de alte relatări, bazate mai ales pe informații de mâna a doua sau a treia, s-a dovedit a fi un obstacol în calea istoricilor care încearcă să reconstruiască faptele. Aceștia se plâng că, cu excepția rezultatului, în cronici apar foarte puține amănunte din bătălie. Istoricul Michael Hicks a declarat că bătălia de la Bosworth este una dintre cele mai prost relatate ciocniri din Războiul Rozelor.

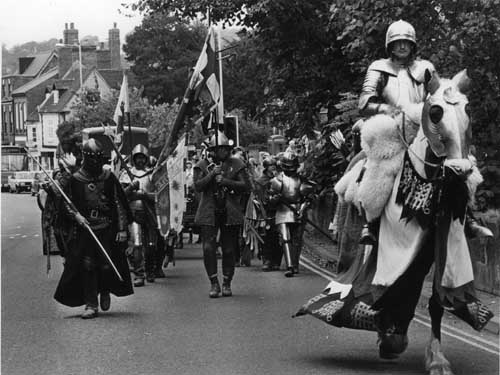
Newport History Society reconstituind marșul lui Henric prin Țara Galilor spre Bosworth Field cu ocazia aniversării a 500 de ani de la bătălie

Henric a încercat să-și prezinte victoria drept un nou început pentru țară; a angajat cronicari care să-i descrie domnia ca pe o „eră modernă” începută în 1485. Hicks spune că lucrările lui Vergil și ale istoricului orb Bernard André, promovate de administrațiile tudoriene, au devenit surse de bază pentru scriitorii din următorii 400 de ani. Ca atare, literatura tudoristă pictează un portret luminos al domniei lui Henric, descriind bătălia de la Bosworth Field ca pe o luptă finală a războiului civil, nedând importanță răscoalelor ulterioare. Pentru Anglia, Evul Mediu a luat sfârșit în 1485, iar English Heritage susține că în afara invaziei reușite din 1066 a lui William Cuceritorul, niciun alt an nu are mai multe semnificații în istoria Angliei. Prezentându-l pe Richard drept un tiran cocoșat care a uzurpat tronul ucigându-și nepoții, istoricii tudorieni au dat bătăliei un iz de legendă: ea a devenit o ciocnire între bine și rău, cu un rezultat moral satisfăcător. Conform readerului Colin Burrow, André a fost atât de copleșit de semnificația istorică a bătăliei încât a reprezentat-o printr-o pagină albă în a sa Henric al VII-lea (1502). Pentru profesorul Peter Saccio, bătălia a fost într-adevăr o ciocnire unică în analele istoriei Angliei, deoarece „victoria a fost determinată nu de cei ce au luptat, ci de cei ce au amânat lupta până când au fost siguri că sunt de partea învingătoare.”
Istorici ca Adams și Horrox cred că Richard a pierdut bătălia nu din vreun motiv mitic, ci din cauza problemelor de moral și de loialitate din cadrul propriei armate. Majorității soldaților de rând le era greu să lupte pentru un conducător în care nu aveau încredere, iar unii lorzi considerau că situația lor s-ar putea îmbunătăți dacă Richard ar fi detronat. Adams sugerează că împotriva unor asemenea duplicități, șarja disperată a lui Richard a fost singura faptă cu adevărat regească de pe câmpul de luptă. Așa cum scrie și istoricul Michael Bennet, atacul a fost „cântecul de lebădă al cavalerismului englez [medieval]”. Adams crede că la vremea sa această idee a fost împărtășită și de tipograful William Caxton, care a fost susținut și de Edward al IV-lea și de Richard al III-lea. La nouă zile după luptă, Caxton a publicat povestea lui Thomas Malory despre cavalerism și moartea prin trădare—Le Morte d'Arthur—chipurile ca răspuns la condițiile morții lui Richard.
Elton nu consideră că Bosworth Field ar fi avut vreo semnificație importantă, arătând că publicul englez al secolului al XX-lea ignora bătălia la aniversarea ei de 500 de ani. După părerea lui, penuria de informații precise despre bătălie—nu se știe nici cu exactitate unde a avut loc—demonstrează lipsa ei de importanță pentru societatea engleză. Elton consideră că bătălia a fost doar o parte a luptelor lui Henric de cucerire a tronului, subliniindu-și opinia prin aceea că tânărul rege a trebuit să petreacă încă zece ani înăbușind diferite facțiuni rebele pentru a-și consolida tronul. Mackie este de acord că istoricii contemporani, obosiți de cele trei succesiuni regale din timpul îndelungatului Război al Rozelor, considerau că Bosworth Field a fost doar încă una dintr-un lung șir de asemenea bătălii. Doar prin munca și eforturile lui Francis Bacon și ale succesorilor săi, publicul a început să creadă că bătălia le hotărâse viitorul prin faptul că a dus la „căderea unui tiran”. Mackie concluzionează că, în retrospectivă, Bosworth Field rămâne bătălia decisivă care a pus bazele unei domnii care avea să guverneze necontestată în Anglia timp de peste o sută de ani.

### Dramatizarea Shakespeariană
William Shakespeare a scos în evidență bătălia de la Bosworth în piesa lui de teatru, Richard al III-lea. Ea este „marea bătălie”; nicio altă scenă de luptă nu atrage atenția publicului, reprezentată printr-o luptă directă cu săbiile între Henry Tudor și Richard al III-lea. Shakespeare s-a folosit de duelul lor pentru a construi punctul culminant al piesei de teatru și al Războiului Rozelor; el o utilizează și pentru a promova moralitatea, prezentând „triumful fără echivoc al binelui împotriva răului”. Richard, personajul principal negativ, fusese construit în bătăliile din altă piesă a lui Shakespeare, Henric al VI-lea, Partea 3, ca fiind un „formidabil mânuitor al sabiei și un conducător militar viteaz”—în contrast cu mijloacele josnice prin care el devine rege în Richard al III-lea. Deși bătălia de la Bosworth Field este guvernată de doar cinci indicații de regie, ea este precedată de trei scene și peste patru sute de replici, dezvoltând contextul și motivațiile personajelor înaintea bătăliei.

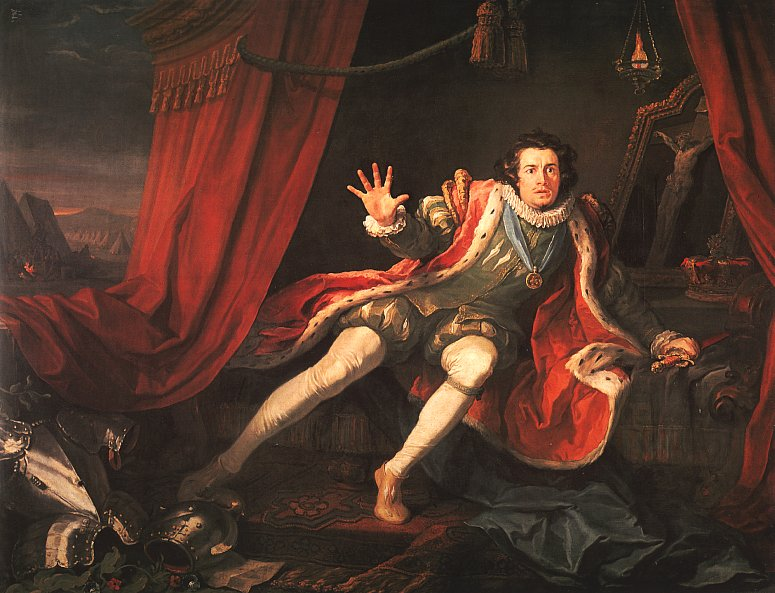
Richard al III-lea, Actul 5, scena 3: Richard, jucat de David Garrick, se trezește dintr-un coșmar în care a fost vizitat de fantomele victimelor sale.

Prezentarea lui Shakespeare se bazează mai ales pe versiunile dramatice ale istoriei scrise de cronicarii Edward Hall și Raphael Holinshed, care la rândul lor se inspiraseră din cronica lui Vergil. Atitudinea lui Shakespeare față de Richard a fost însă formată de cărturarul Thomas More, ale cărui scrieri erau puternic polarizate împotriva regelui yorkist. Rezultatul acestor influențe este un scenariu în care regele este personaj negativ, iar Shakespeare nu a avut probleme în a se îndepărta de istorie pentru a face acțiunea mai interesantă.  Margaret de Anjou murise în realitate în 1482, dar Shakespeare a pus-o să vorbească cu mama lui Richard înainte de bătălie pentru a prevesti soarta lui Richard și pentru a îndeplini profeția pe care o dăduse în Henric al VI-lea. Shakespeare a exagerat cauzele nopții neliniștite a lui Richard dinaintea bătăliei, imaginându-l ca fiind bântuit de fantomele celor pe care îi ucisese, inclusiv a lui Buckingham. Richard apare ca suferind mustrări de conștiință, dar, pe măsură ce vorbește, își recapătă încrederea și declară că va fi rău dacă de asta este nevoie pentru a-și păstra coroana.
Lupta dintre cele două armate este simulată de zgomote făcute în afara scenei (alarums) în vreme ce actorii intră pe scenă, își spun replicile și ies. Pentru a construi tensiunea înaintea duelului, Shakespeare cere mai multe alarums după ce sfetnicul lui Richard, William Catesby, anunță că regele „[face] mai multe minuni ca un om”. Richard își face intrarea în scenă cu celebra replică: „Un cal, un cal! Regatul meu pentru un cal!” El refuză să se retragă, continuând să ucidă dubluri ale lui Henric până când este ucis de nemesisul său. Nu există mărturii documentare că Henric ar fi folosit cinci dubluri la Bosworth Field; ideea este în întregime invenția lui Shakespeare, inspirată fiind de faptul că Henric al IV-lea le-a folosit în bătălia de la Shrewsbury (1403), pentru a amplifica percepția vitejiei lui Richard pe câmpul de luptă. Similar, lupta directă dintre Henric și Richard este creația lui Shakespeare. Adevărata tragedie a lui Richard al III-lea, o piesă anterioară celei a lui Shakespeare, nu are o asemenea întâlnire: îndrumările de regie nu dau niciun indiciu despre așa ceva.

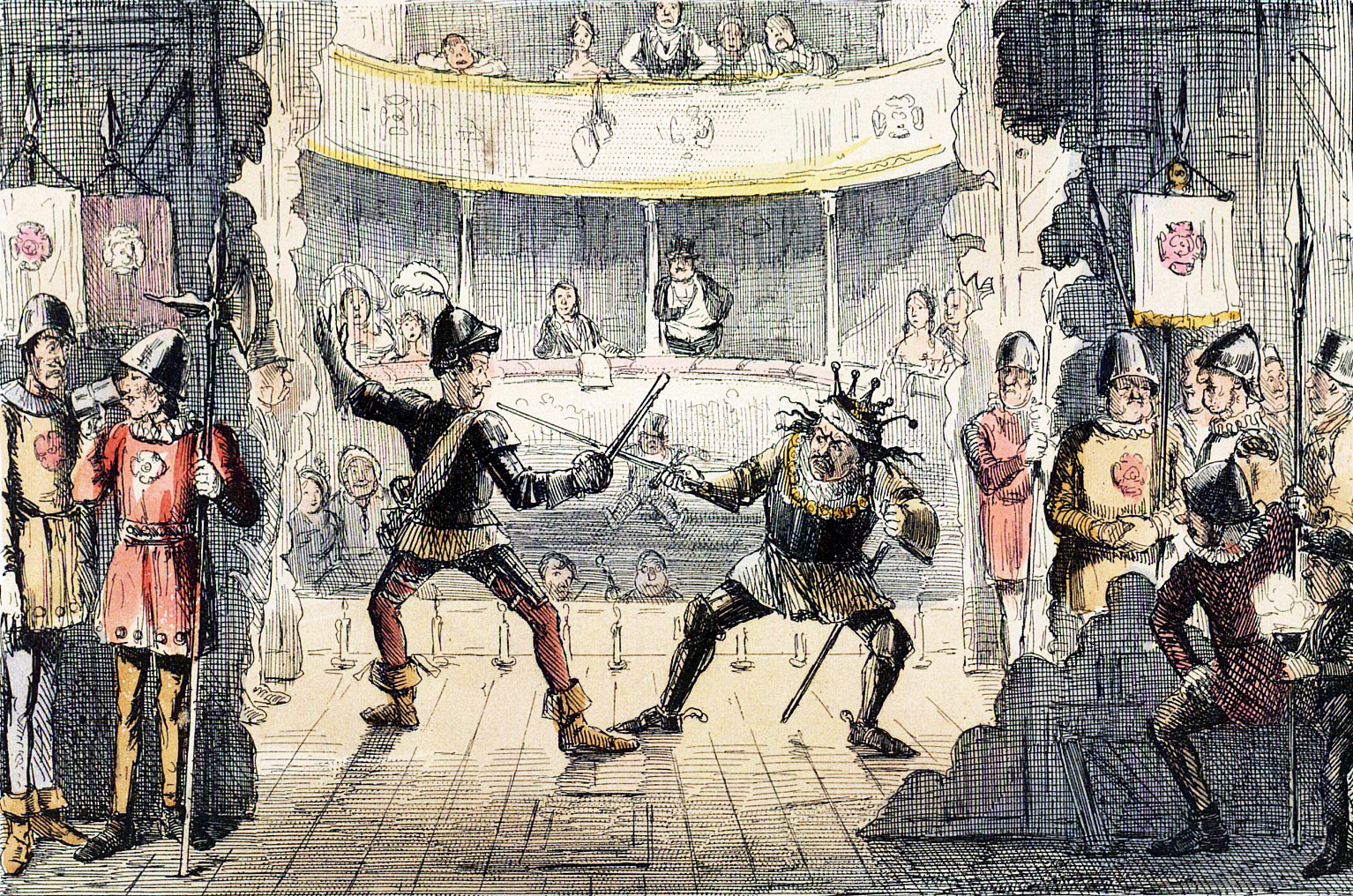
Bătălia de la Bosworth Field, scenă din Marea Dramă a Istoriei, ilustrează ironia lui Beckett față de atitudinea victoriană față de istorie

În pofida licențelor dramatice, versiunea shakespeariană a bătăliei de la Bosworth a fost modelul folosit în multe manuale englezești mulți ani în secolele al XVIII-lea și al XIX-lea. Această versiune romanțată a istoriei, promovată în hărți și picturi și jucată pe scenele din întreaga țară l-a deranjat pe umoristul Gilbert Abbott à Beckett. El și-a exprimat criticile sub forma unei poezii, echivalând versiunile romanțate ale bătăliei cu „o producție de mâna a cincea a lui Richard al III-lea”: actori prost costumați luptă în bătălia de la Bosworth Field pe scenă în vreme ce cei cu roluri secundare stau în spate, neinteresați de ce se întâmplă.
În adaptarea cinematografică din 1955 a lui Laurence Olivier, bătălia de la Bosworth este reprezentată nu de un singur duel, ci de o îngrămădeală generală care a devenit cea mai celebră scenă a filmului și rulează constant la Bosworth Battlefield Heritage Centre.  Filmul prezintă ciocnirea dintre armatele yorkistă și lancastriană în câmp deschis, concentrându-se pe personajele individuale în sălbăticia luptelor corp la corp, fiind lăudat pentru realism. Unul dintre recensorii de la ziarul The Manchester Guardian nu a fost însă impresionat, considerând că numărul combatanților este prea mic pentru câmpia largă și că scenei morții lui Richard îi lipsește subtilitatea. Felul cum apare Richard pregătindu-și armata de luptă a fost și ea lăudată. În timp ce Richard le vorbește oamenilor săi și le trasează planul cu sabia în nisip, pe ecran apar unitățile sale, așezându-se conform liniilor trasate de Richard. Strâns legate între ele, elementele narative și cele vizuale îl transformă practic pe Richard în narator, care joacă în acțiunea construită de el.  Criticul shakespearian Herbert Coursen extinde această prezentare: Richard se preface într-un creator de oameni, dar moare în sălbăticia propriei creații. Coursen consideră că aceasta intră în contrast cu cea a lui Henric al V-lea și a „grupului de frați” al său.
Adaptarea lui Richard al III-lea la o Anglie fascistă a anilor 1930 în filmul din 1995 al lui Ian McKellen nu a fost bine văzută de istorici. Adams a declarat că aranjamentul shakespearian al morții lui Richard la Bosworth învață pe spectatori morala de a-și întâmpina soarta, indiferent cât de nedreaptă e ea, „cu noblețe și demnitate”. Prin sufocarea moralei dramatice în efecte speciale, filmul lui McKellen reduce bătălia la un spectacol pirotehnic despre moartea unui personaj negativ unidimensional. Coursen este de acord că în această versiune bătălia și sfârșitul lui Richard' sunt banale și trivializate.

### Câmpul de luptă

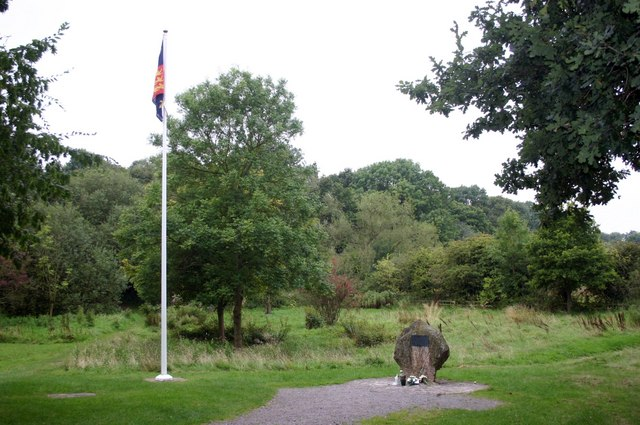
Câmpul de luptă de la Bosworth

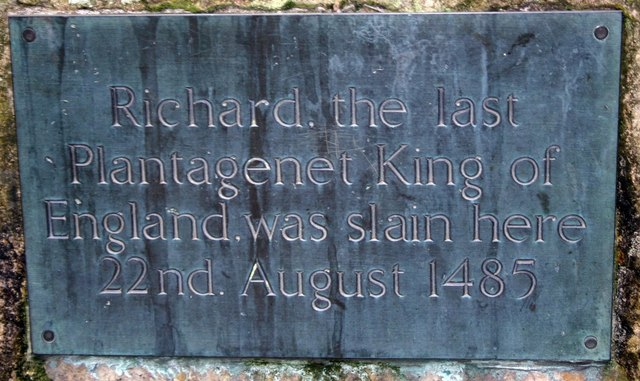
Placă memorială în amintirea lui Richard

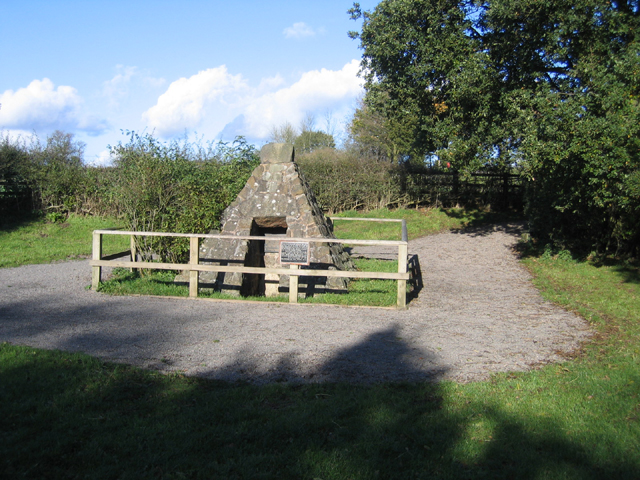
Fântâna lui Richard, de unde ar fi băut apă ultimul rege yorkist în ziua bătăliei.

Consiliul comitatului Leicestershire a desemnat oficial locul bătăliei în vecinătatea localității Market Bosworth. Consiliul l-a pus pe istoricul Daniel Williams sa cerceteze bătălia, iar în 1974 rezultatele cercetărilor sale au fost folosite pentru a construi Bosworth Battlefield Heritage Centre și prezentarea pe care o găzduiește. Interpretarea lui Williams a fost însă contestată. Declanșată odată cu aniversarea a 500 de ani de la bătălie în 1985, o dispută între istorici a făcut ca teoria lui Williams să fie pusă la îndoială. În particular, studiile geologice efectuate între 2003 și 2009 de către Battlefields Trust, o organizație de caritate care protejează și studiază câmpurile de luptă din Anglia, arată că flancurile sudic și estic al dealului Ambion Hill erau pământ solid în secolul al XV-lea, contrar afirmațiilor lui Williams că era o mare mlaștină. Arheologul peisagist Glenn Foard, care a efectuat studiul, a declarat că solul colectat și descoperirile de echipament militar medieval sugerează că bătălia s-ar fi dat la 3 km sud-vest de Ambion Hill (52°34′41″N 1°26′02″W), contrar credinței încetățenite că ea s-ar fi dat la poalele dealului.
English Heritage susține că bătălia a luat numele localității Market Bosworth deoarece orașul era cea mai apropiată așezare semnificativă de câmpul de bătălie în secolul al XV-lea. Profesorul Philip Morgan a sugerat că o bătălie ar putea fi tratată de către societate ca fiind un eveniment neimportant, considerându-l nesemnificativ și nedându-i un nume. Pe măsură ce timpul a trecut, autori de anale administrative și istorice au considerat necesar să identifice bătălia, dându-i un nume de natură toponimică pe baza observațiilor combatanților. Numele oficial a fost adoptat de societate și de generațiile viitoare fără a fi contestat. Primele înregistrări au asociat bătălia de la Bosworth Field cu "Brownehethe", "bellum Miravallenses", "Sandeford" și "Dadlyngton field". Prima atestare, un memorandum municipal din 23 august 1485 din York, plasează bătălia „pe câmpia Redemore”. Aceasta este coroborată de o scrisoare din 1485–86 care menționează locul luptei ca fiind „Redesmore”. Conform istoricului Peter Foss, bătălia nu a fost trecută în documente ca având loc „la Bosworth” decât în 1510.
Foss a fost numit de English Heritage ca principal susținător al lui „Redemore” ca loc al bătăliei. El sugerează că numele provine din Hreod Mor, un termen anglo-saxon ce înseamnă „mlaștină stufoasă”. Bazându-și opinia pe arhivele bisericești din secolele al XIII-lea și al XVI-lea, el consideră că „Redemore” era o zonă mlăștinoasă aflată între Ambion Hill și satul Dadlington, fiind aproape de Fenn Lanes, un drum roman care parcurge regiunea de la est la vest. Foard crede că acest drum este cea mai probabilă rută pe care au ajuns ambele armate pe câmpul de luptă. Williams ignoră noțiunea de „Redmore” ca loc anume, susținând că este doar un termen general care descrie o zonă mare cu pământ roșiatic; Foss arată că izvoarele lui Williams sunt legende locale și interpretări defectuoase ale documentelor. Mai mult, el sugerează că Williams a fost influențat de The Battle of Bosworth-Field din 1788 a lui William Hutton, pe care Foss îl acuză că a introdus ideea că bătălia s-a dat la vest de Ambion Hill pe partea de nord a râului Sence. Hutton, sugerează Foss, a interpretat greșit un pasaj din sursa sa, cronica lui Raphael Holinshed din 1577. Holinshed scria: „regele Richard și-a pus câmpul pe un deal numit Anne Beame, și-a odihnit oștenii și s-a odihnit și el”. Foss crede că Hutton a confundat „câmpul” cu „câmpul de bătălie”, dând naștere ideii că lupta a avut loc pe dealul Anne Beame (Ambion). „To [pitch] his field”, lămurește Foss, era o expresie arhaică ce înseamnă „a-și pune tabăra”.

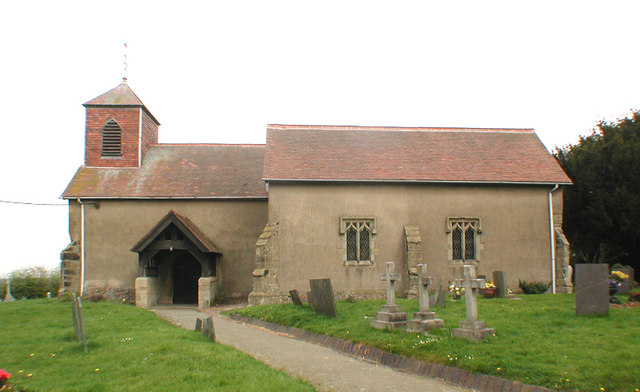
St James the Greater, Dadlington: morții de la Bosworth Field au fost înmormântați aici.

Foss aduce și alte dovezi în sprijunul teoriei sale cu „Redemore”, citând cronica lui Edward Hall din 1550. Hall afirma că armata lui Richard a pătruns pe o câmpie după ce a strâns tabăra a doua zi. Mai mult, istoricul William Burton, autor al lucrării Description of Leicestershire (1622), scria că bătălia s-a dat „pe un câmp mare, plat și spațios, la trei mile [5 km] depărtare [de Bosworth], între orașele Shenton, Sutton [Cheney], Dadlington și Stoke [Golding]”. În opinia lui Foss, ambele izvoare descriu o zonă întinsă de la nord de Dadlington.
English Heritage, instituție responsabilă de gestionarea siturilor istorice ale Angliei, a folosit ambele teorii pentru a desemna locul bătăliei de la Bosworth Field. Fără a prefera vreuna dintre ele, instituția a construit o singură delimitare a câmpului de luptă ce cuprinde locurile propuse și de Williams și de Foss. Regiunea s-a schimbat mult de-a lungul anilor, după bătălie. Holinshed scria în cronica sa că a găsit pământ solid acolo unde se aștepta să fie mlaștină, iar Burton a confirmat că până la sfârșitul secolului al XVI-lea, zone ale câmpului de luptă au fost împrejmuite și asanate pentru a le face productive pentru agricultură. S-au plantat copaci pe versantul sudic al dealului Ambion, formând pădurea Ambion. În secolele al XVIII-lea și al XIX-lea, canalul Ashby a tăiat pământul la vest și sud-vest de dealul Ambion. Pe marginea canalului, la distanță, calea ferată Ashby –Nuneaton traversează zona pe un terasament înalt. Schimbările suferite de peisaj au fost atât de mari încât Hutton a revizitat regiunea în 1807 după o vizită anterioară din 1788, și nu a putut să-și găsească drumul.
Bosworth Battlefield Heritage Centre a fost construit pe dealul Ambion, lângă Fântâna lui Richard. Conform legendei, Richard al III-lea ar fi băut dintr-unul din izvoarele din zonă în ziua bătăliei. În 1788, un localnic i-a arătat lui Hutton unul dintre izvoare ca fiind cel amintit de legendă. S-a construit apoi o structură din piatră peste acel punct, cu o inscripție:
„"Lângă acest loc, la 22 august 1485, la 32 de ani, regele Richard al III-lea a căzut luptând cu vitejie în apărarea gliei sale și a coroanei împotriva uzurpatorului Henry Tudor.

Mormanul de pietre a fost ridicat de dr. Samuel Parr în 1813 pentru a marca fântâna din care se spune că a băut regele în timpul bătăliei.

Ea este administrată de „Fellowship of the White Boar.””
La nord-vest de dealul Ambion, dincolo de afluentul nordic al Sence-ului, Câmpul lui Richard este marcat de un drapel și o piatră memorială. Ridicat în 1973, situl a fost ales pe baza teoriei lui Williams. Biserica St James din Dadlington este singura structură din zonă asociată în mod cert cu bătălia de la Bosworth Field; trupurile celor uciși în luptă au fost îngropate acolo.